# Донгнай (национальный парк)
Каттье́н (вьет. Cát Tiên, новое название — Донгнай) — национальный парк на юге Вьетнама, в 150 км к северо-востоку от Хошимина.
Площадь — 719,2 км². Каттьен является важной охраняемой территорией, так как в нём произрастают равнинные тропические леса с большим количеством охраняемых видов животных и растений.
С 2001 года парк является ядром одноимённого биосферного резервата. В 2011 году территория резервата была расширена (теперь она составляет 9665,63 км², а сам он сменил название на Донгнай, по названию протекающей через него реки.

## История
Национальный парк был основан в 1978 году. Первоначально он разделялся на две части — Нэм Каттьен и Тай Каттьен. Ещё один сектор, Катлок, был создан в 1992 году для охраны небольшой популяции яванских носорогов. Три области были объединены в один парк в 1998 году, однако территориально он состоит из двух участков.
Каттьен очень сильно пострадал во время войны во Вьетнаме, когда на его территории были применены гербициды. В некоторых областях растительность окончательно не восстановилась до нынешнего времени.

## География

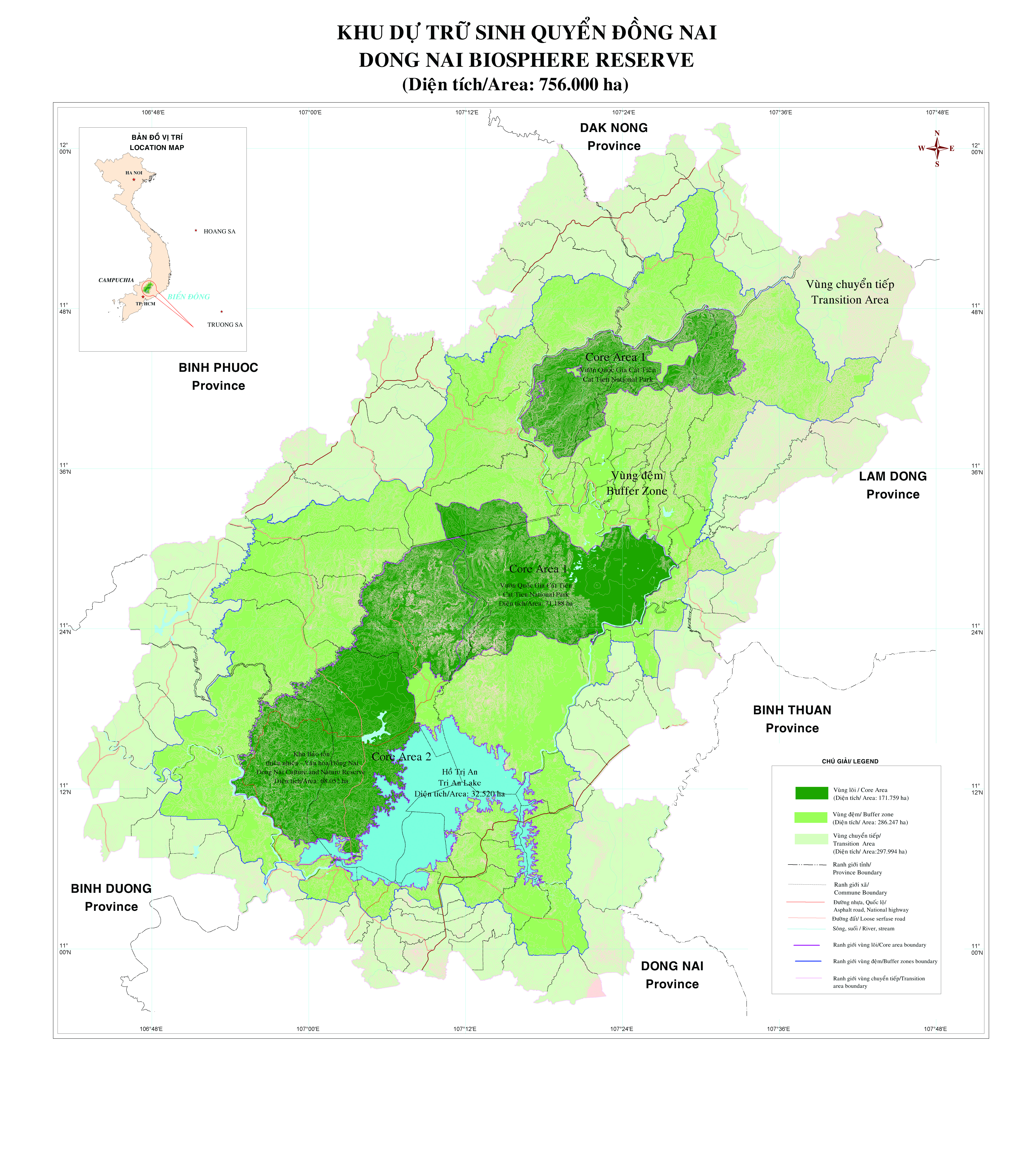
Карта национального парка

Парк расположен на границе между южными отрогами хребта Чыонгшон и равнинами Южного Вьетнама. Он разделён на три сектора: Намкаттьен, Тайкаттьен и Катлок. Они относятся к разным провинциям, и отличаются различными природными условиями.
Сектор Катлок относится к провинции Ламдонг, имеет площадь 30435 га и расположен в основном в западной части Центрального нагорья. Его максимальная высота над уровнем моря — 682 метра, однако встречаются и достаточно крутые холмы. 
Сектора Намкаттьен и Тайкаттьен находятся на равнинах Южного Вьетнама, у подножья Центрального нагорья. Их западная территория характеризуется множеством пологих холмов, высота которых не превышает 372 метра, восточная же полностью равнинна.
Река Донгнай, вторая по величине река Южного Вьетнама, протекает по территории национального парка. В Каттьене берут начало её многочисленные притоки, большинство из которых полностью пересыхают в течение сухого сезона. На севере равнинной части сектора Нэм Каттьен расположены болота и озёра, которые питаются от сезонных наводнений на реке Донгнай.

## Флора и фауна
Территория парка очень разнообразна, здесь обитает 105 видов млекопитающих, более 360 видов птиц, 120 видов рептилий и амфибий и более 150 видов пресноводных рыб. На территории парка постоянно обитает около 440 видов бабочек и множество видов других насекомых.
Каттьен состоит из вечнозелёных тропических лесов, в которых доминируют представители семейств Диптерокарповые (Dipterocarpaceae), бобовые (Fabaceae) и Дербенниковые (Lythraceae). 40 % парка включает бамбуковые леса, 10 % — сельскохозяйственные угодья, болота и луга. Фауна представлена исчезающим азиатскими слонами, малайскими медведями и гаурами, в то время как бантенг, купрей, яванский носорог и дикий индийский буйвол в данной области уже вымерли. В небольших количествах также обитают индокитайские тигры, леопарды, дымчатые леопарды, красные волки и белогрудые медведи. В Каттьене обитает также большое число мелких млекопитающих, среди которых желтощёкий хохлатый гиббон, серебристый лангур, макак-крабоед, малый лори и циветты.
Орнитофауна включает зелёного павлина, сиамскую лофуру, бурого павлиньего фазана, птиц-носорогов, светлоголового бамбукового дятла, яванского марабу, белокрылую утку, карликовых соколов и многих других.

## Угрозы
Каттьен является одним из важнейших заповедников Вьетнама с точки зрения сохранения редких видов животных и растений — в нём обитают 40 видов, находящихся под угрозой вымирания, и 30 % видов Вьетнама в целом. Каттьену угрожают незаконное расширение сельскохозяйственных угодий, вырубка леса и браконьерство. Кроме того, парк имеет слишком малые размеры для крупных видов, таких как слоны, которые часто выходят за его границы, тем самым сталкиваясь с людьми.
С начала 1990-х годов, с выявлением популяции носорогов, правительство Вьетнама стало вкладывать больше средств для охраны парка. Был составлен план, который должен был помочь в управлении парком и ограниченном использовании ресурсов местными жителями.
В 2008 году Департамент по защите лесных ресурсов совместно с британским Всемирным союзом спасения обезьян и Центром спасения дикой природы из Тайваня составили список приматов, находящихся под угрозой исчезновения в парке. Деятельность этих организаций сосредоточена на спасении и реабилитации обезьян, найденных в Каттьене.

## Галерея

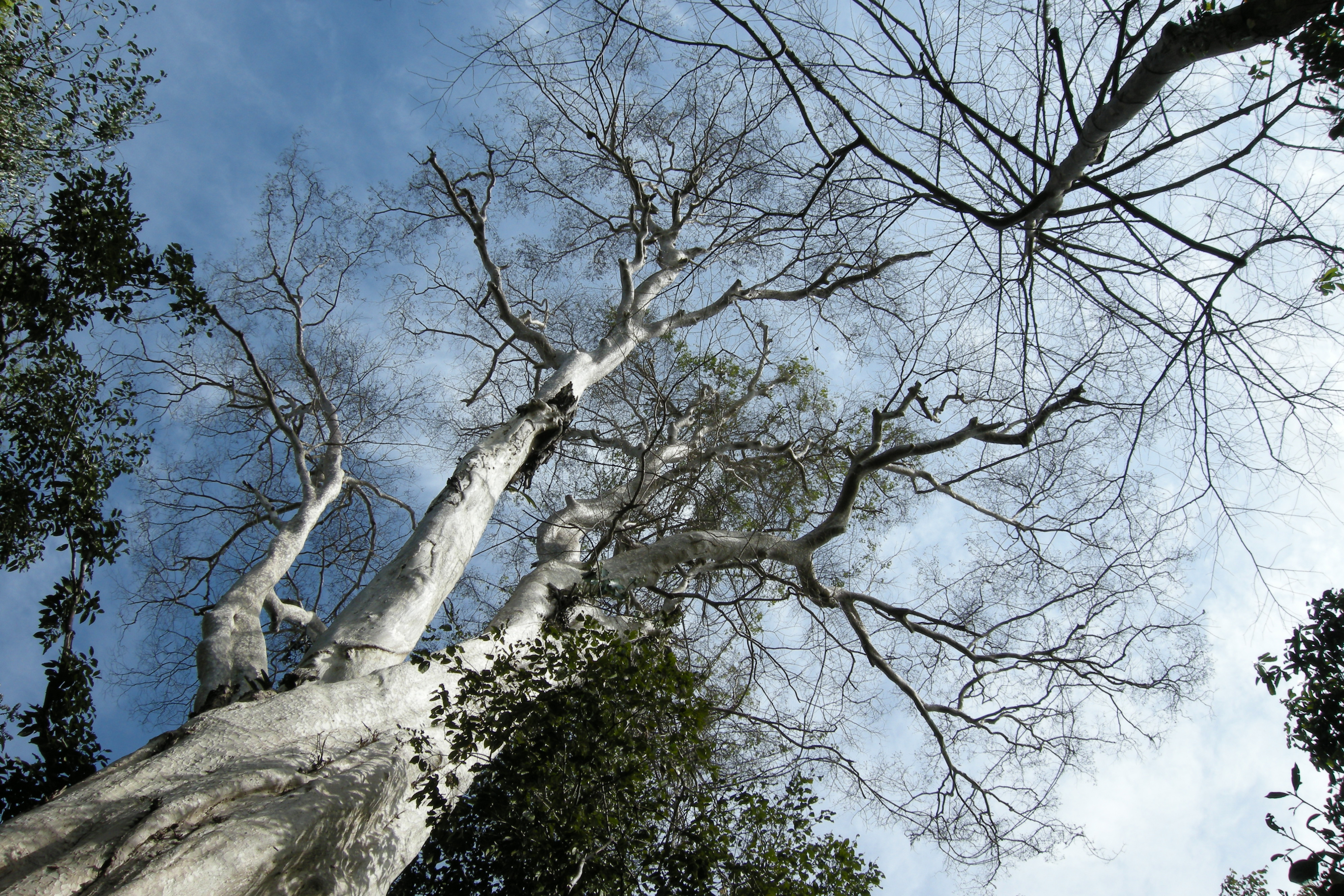
Высокие деревья
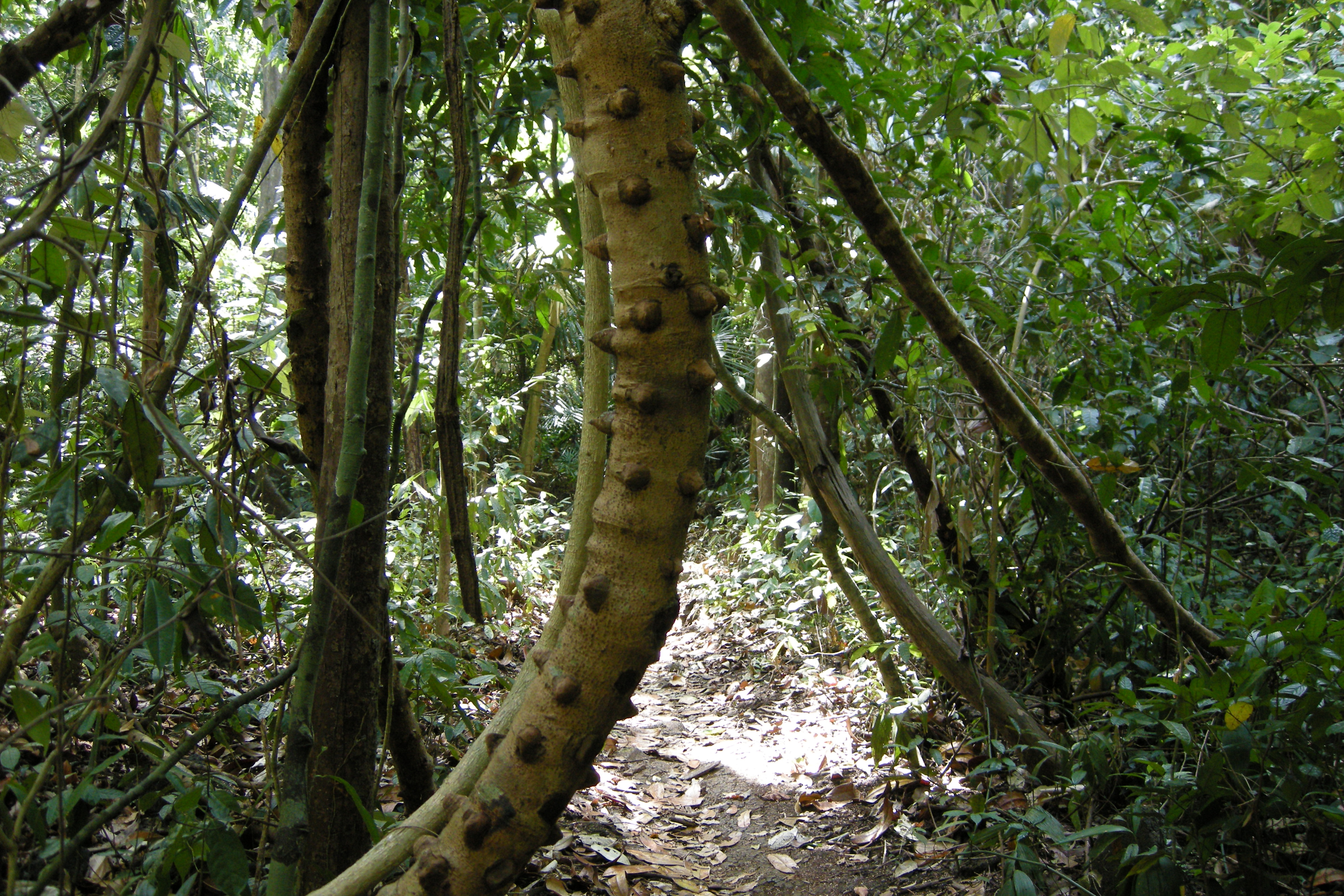
Тропический лес
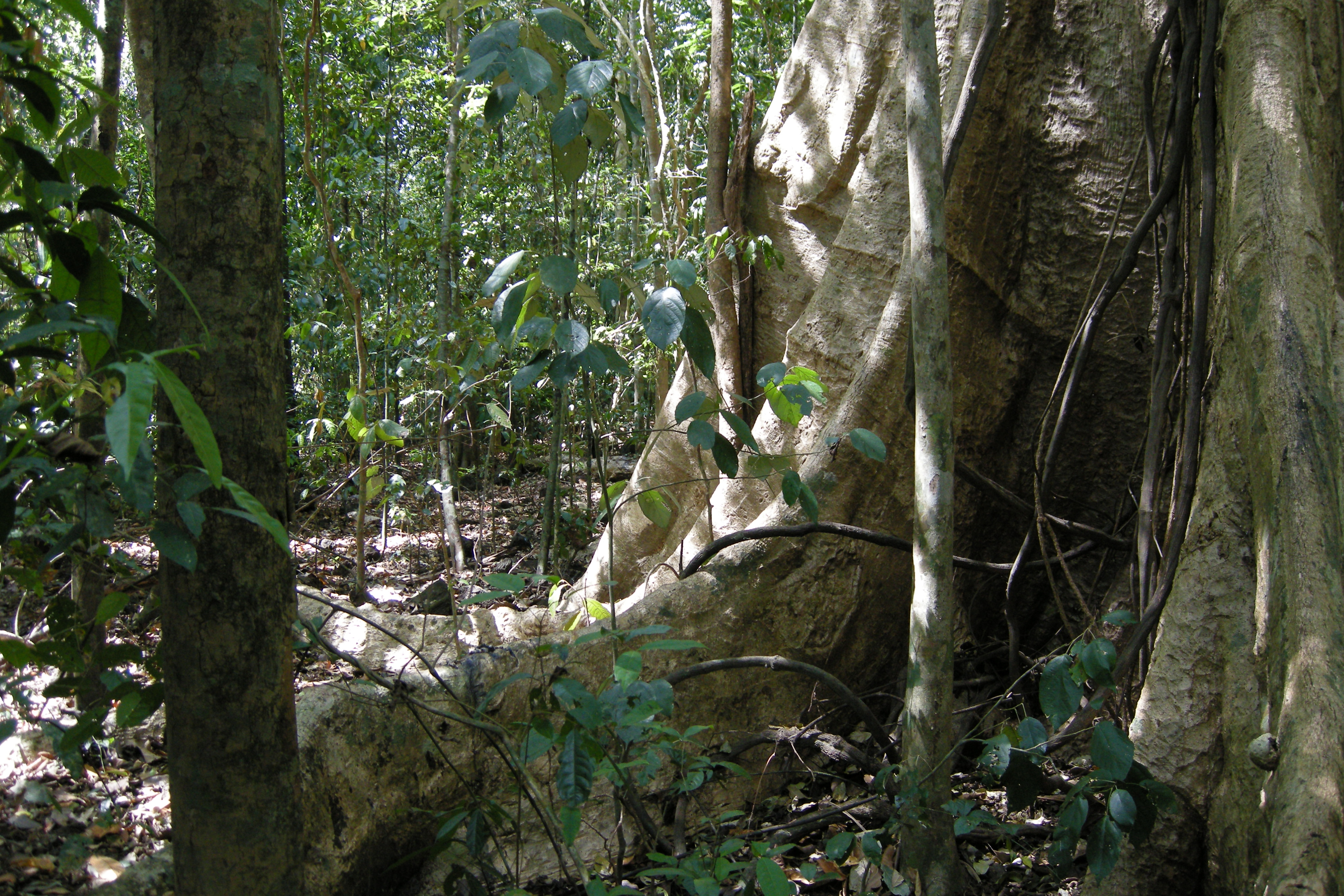
Тропический лес
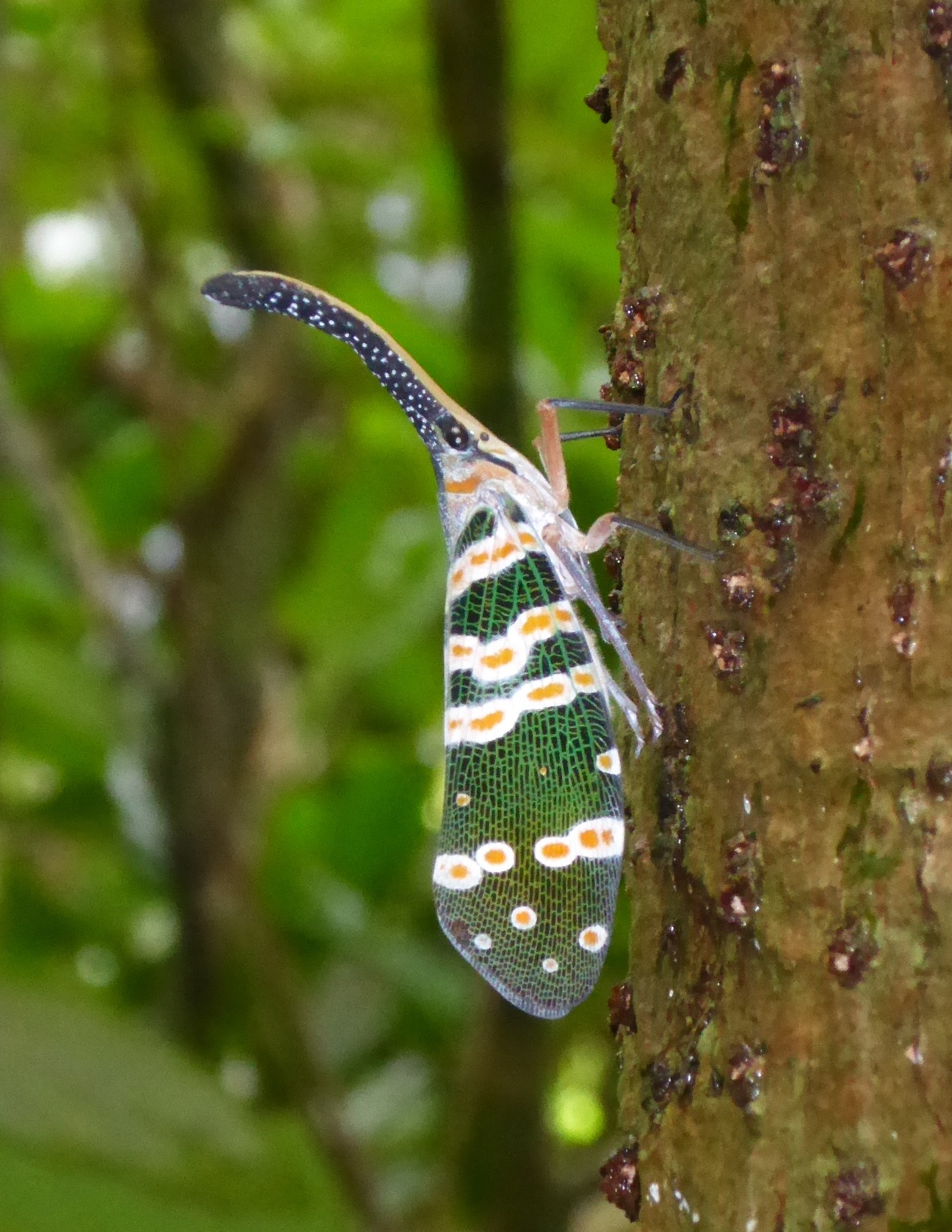
Насекомые
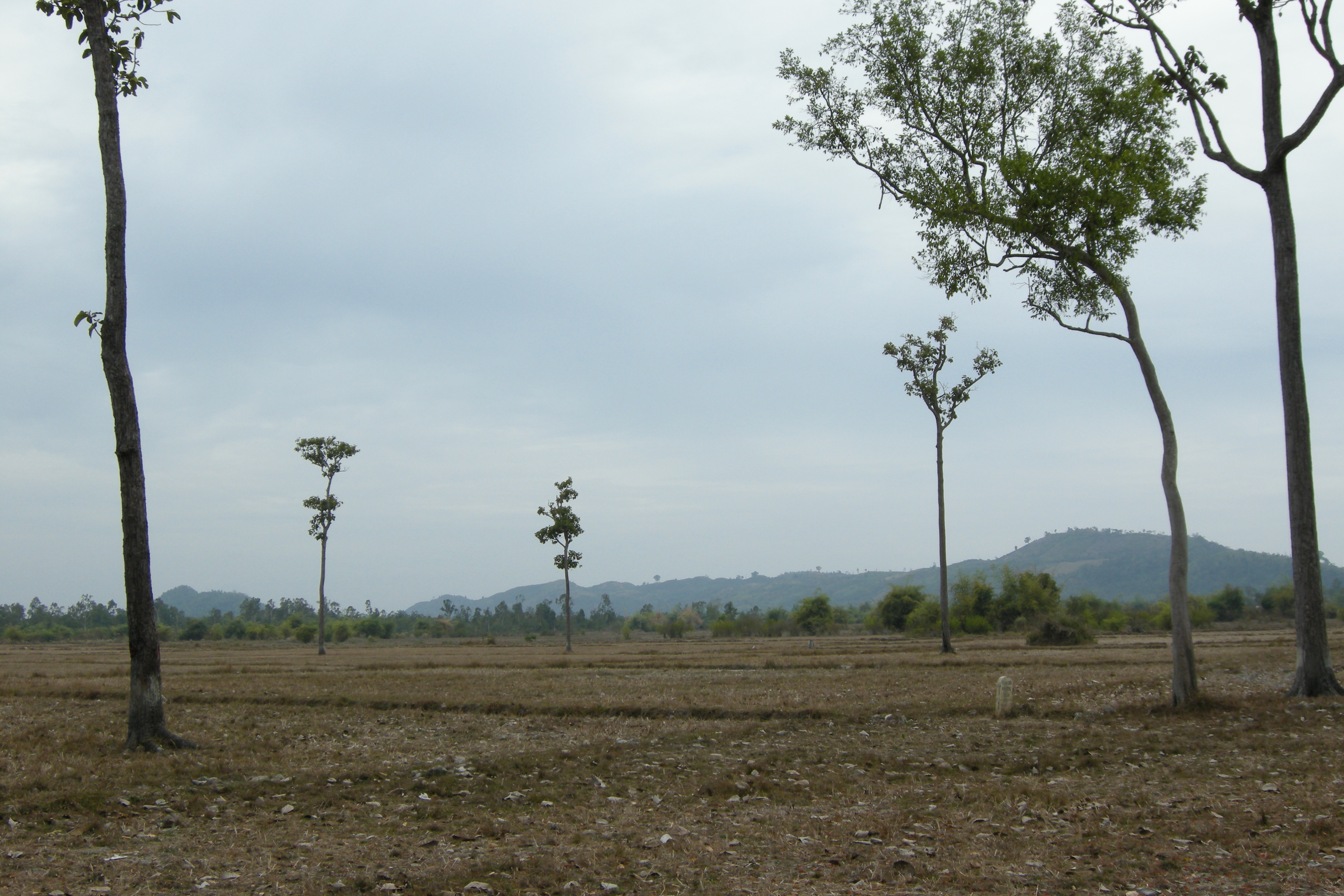
Равнина
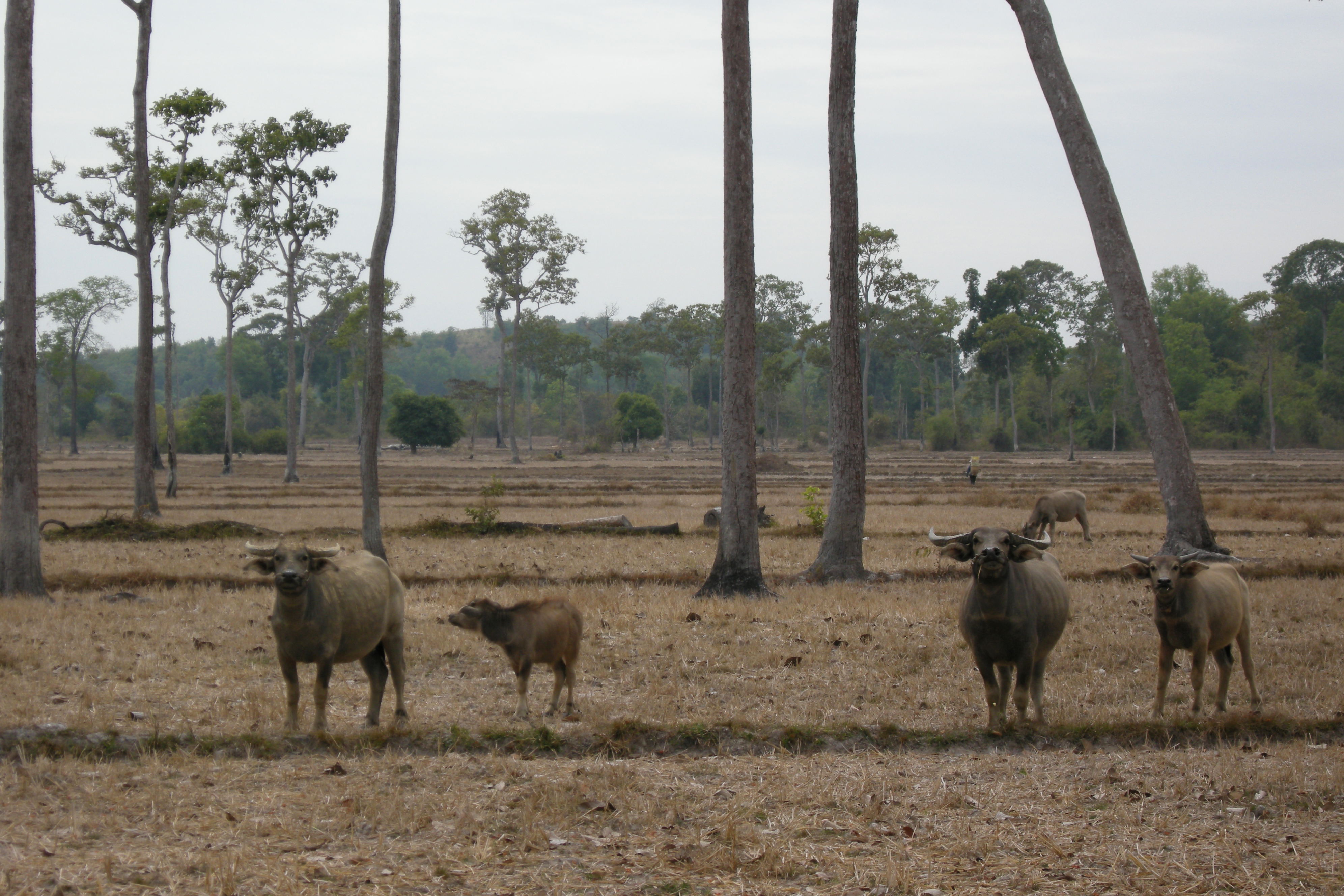
Азиатские буйволы